# Ираноавганска раса
Ирано-авганска раса (енгл. Irano-Afghan race), познатија као Иранидна, застарео је термин којим се означава физички тип код становништва аутохтоног у иранској висоравни. Подгрупа је шире европеидне расе. Обично је повезана са медитеранским подтипом, подтипом аутохтоним у јужној Европи.
Ираноавгански расни подтип се даље наставља у јужној Азији, где је заступљенији код становништва Пакистана, Авганистана и појединих народа северне Индије, међутим није толико заступљен као код становништва Ирана.
Карлетон С. Кун у свом делу Расе Европе класификује ираниде (ирано-авганце) у нордијски подтип, због широког лица, високе главе и осталих телесних карактеристика. Према другим мишљењима, ирано-авгански расни подтип се сматра „источним медитеранским подтипом“, а назив се први пут употребљава средином 20. века.